# Hunimundo, o Velho
Hunimundo, o Velho ou Hunimundo, o Grande (em latim: Hunimundus; lit. "sob a suserania dos hunos") foi, segundo a Gética de Jordanes, um nobre ostrogótico do século IV, pai de Gesimundo. Apesar de haver dúvidas na historiografia quanto a ele realmente ter existido ou se meramente trata-se de outro nome do rei Hunimundo, o Jovem, Herwig Wolfram não vê razões para supor que trata-se da mesma pessoa.